# Jeff Fassero
Jeffrey Joseph Fassero (né le 5 janvier 1963 à Springfield, Illinois, États-Unis) est un ancien lanceur gaucher de baseball ayant joué dans les Ligues majeures de 1991 à 2006 pour neuf équipes, notamment les Expos de Montréal et les Mariners de Seattle.

## Carrière
Jeff Fassero est repêché par les Cardinals de Saint-Louis au 22e tour en 1984. Il passe de nombreuses années dans les ligues mineures. Après avoir signé un contrat comme agent libre en janvier 1991, il fait ses débuts dans les ligues majeures le 4 mai de la même année avec les Expos de Montréal, à l'âge de 28 ans.
Intégré à la rotation de lanceurs partants dès Expos, il connaît plusieurs bonnes saisons. En 1993, il remporte 12 victoires contre seulement 5 défaites avec une moyenne de points mérités d'à peine 2,29. Lors de la saison 1994 écourtée par une grève, il maintient une fiche de 8-6 avec une moyenne de 2,99. Il remporte 13 et 15 victoires lors des deux saisons suivantes avec Montréal.
Avant le début de la saison 1997, Fassero est échangé aux Mariners de Seattle. Il remporte 16 victoires, un sommet personnel, contre 9 revers à sa première saison dans la Ligue américaine et mène le circuit avec 35 départs au monticule. Le gaucher enregistre 13 gains en 1998 mais éprouve des difficultés l'année suivante et les Mariners le transfèrent aux Rangers du Texas.
Jeff Fassero a joué pour les Expos de Montréal (1991-1996), les Mariners de Seattle (1997-1999), les Rangers du Texas (1999), les Red Sox de Boston (2000), les Cubs de Chicago (2001-2002), les Cardinals de Saint-Louis (2002-2003), les Rockies du Colorado (2004), les Diamondbacks de l'Arizona (2004) et les Giants de San Francisco (2005-2006). Il a davantage été utilisé comme lanceur de relève au cours des dernières années de sa carrière.
En 720 parties dans les majeures, dont 242 départs, il a remporté 121 victoires contre 124 défaites, avec 17 matchs complets, 1643 retraits sur des prises, 25 sauvetages en relève et une moyenne de points mérités de 4,11.